# 11333 Forman
För andra betydelser, se Forman.
11333 Forman eller 1996 HU är en asteroid i huvudbältet som upptäcktes den 20 april 1996 av de båda tjeckiska astronomerna Petr Pravec och Lenka Kotková vid Ondřejov-observatoriet. Den är uppkallad efter den tjeckiske regissören Miloš Forman.
Asteroiden har en diameter på ungefär 4 kilometer.